# دوهامل وست (كيبك)
دوهامل وست (بالإنجليزية: Duhamel-Ouest)‏ هي بلدية محلية في كيبيك تقع في كندا في بلدية مقاطعة تميسكامينغ الإقليمية ‏. يقدر عدد سكانها بـ 828 نسمة ومساحتها 128.20 كم2 .